# Cities in Motion
Cities in Motion ist eine 2011 veröffentlichte Wirtschaftssimulation des Computerspiel-Entwicklers Colossal Order. Der Publisher ist Paradox Interactive. Am 2. April 2013 wurde der Nachfolger Cities in Motion 2 veröffentlicht.

## Spielprinzip
Der Spieler übernimmt den Aufbau eines Verkehrsbetriebes und folgt dabei einem Konzept, welches dem Spiel Verkehrsgigant ähnelt. In einem Zeitraum von 100 Jahren kann der Spieler in insgesamt sieben verfügbaren Städten (Wien, Berlin, Amsterdam, Helsinki, München, Bukarest sowie die Fantasiestädte Rivercity und Kapalla) ein öffentliches Verkehrsnetz erstellen.
Beiträge zur Spielentwicklung leisteten unter anderem Will Wright, Chris Sawyer und Hans Schilcher (Produzent und Spieleentwickler bei JoWooD).
Dem Spieler stehen die vier europäischen Hauptstädte Berlin, Helsinki, Amsterdam und Wien sowie ab Version 1.0.21 München zur Verfügung. Von 1920 bis 2020 ist er für die Erstellung des Öffentlichen Personennahverkehrs verantwortlich. Neben den üblichen Transportmöglichkeiten Bus, Straßenbahn und U-Bahn besteht auch die Möglichkeit von Schiffs- und Helikopterrouten. Der Spieler baut Gleise und U-Bahn-Schienen sowie auch Metro-Stationen. Der Bau einer U-Bahn ist dabei aufgeständert, ebenerdig oder unterirdisch möglich, wobei unter der Erde wiederum drei verschiedene Tiefenebenen existieren. Über 30 unterschiedliche Fahrzeuge stehen zur Verfügung.
Cities in Motion verfügt außerdem über eine simulierte Wirtschaft. Die Fahrpreise sind, je nach Wirtschaftsphase, anzupassen. Nichtbeachtung der Wirtschaft zieht Einnahmeeinbußen beziehungsweise Fahrgästeschwund und schlechte Reputation mit sich.
Für größere Stauprobleme sorgen unter anderem Feuerwehr-Löscheinsätze, Verkehrsunfälle, Demonstrationen und Paraden.
Das Spiel verfügt über einen Karteneditor, mit dem eigene Karten erstellt werden können. Diese werden vielfach in Foren zu diesem Thema veröffentlicht.

## Erweiterungen
| DLC-Titel         | Veröffentlichungstermin | Inhalte/Neuerungen am Spiel |
| ----------------- | ----------------------- | --- |
| Design Classics   | 6. April 2011           | - 5 neue Fahrzeuge |
| Design Marvels    | 21. Mai 2011            | - 5 neue Fahrzeuge |
| Tokio             | 1. Juni 2011            | - 7 neue Fahrzeuge - neue Fahrzeugkategorie: Monorails - neue Gebäude/Sehenswürdigkeiten - neue Tageszeit: Nacht - neue Map: Tokio - neue Kampagne mit 4 Szenarien       |
| Design Now        | 14. Juni 2011           | - 5 neue Fahrzeuge |
| Metro Stations    | 23. Juli 2011           | - 2 neue MetroStationen: Überkreuzte & doppelte Station |
| German Cities     | 14. September 2011      | - neue Gebäude/Sehenswürdigkeiten - 2 neue Maps: Köln & Leipzig - neue Kampagne mit 4 Szenarien                                                                          |
| seit Patch 2.0.21 | 14. September 2011      | - 5 neue Fahrzeuge - neue Gebäude/Sehenswürdigkeiten - 3 Usermade Maps: Kapalla, Rivercity & Bucharest - neue Map: München - neue Kampagne mit 3 Szenarien               |
| U.S. Cities       | 17. Januar 2012         | - 5 neue Fahrzeuge - neue Fahrzeugkategorie: Oberleitungsbusse - neue Gebäude/Sehenswürdigkeiten - 2 neue Maps: New York & San Francisco - neue Kampagne mit 4 Szenarien |
| Design Dreams     | 29. Februar 2012        | - 5 neue Fahrzeuge |
| Ulm               | 12. April 2012          | - neue Map: Ulm - neues Szenario |
| Paris             | 15. Mai 2012            | - 4 neue Fahrzeuge - neue Gebäude/Sehenswürdigkeiten - neue Map: Paris - neue Kampagne mit 3 Szenarien                                                                   |
| St. Petersburg    | 26. Juli 2012           | - 5 neue Fahrzeuge - neue Fahrzeugkategorie: Oberleitungsbusse - neue Gebäude/Sehenswürdigkeiten - neue Map: St. Petersburg - neue Kampagne mit 3 Szenarien              |
| London            | 20. November 2012       | - 5 neue Fahrzeuge - neue Gebäude/Sehenswürdigkeiten - neue Map: London - neue Kampagne mit 3 Szenarien                                                                  |
| Design Quirks     | 5. Februar 2013         | - 5 neue Fahrzeuge |

## Rezension
„Vor allem Spieler, die schon an Programmen wie ‚Transport Tycoon‘ großen Spaß hatten, finden mit „Cities in Motion“ ein Game, das über Monate beschäftigen kann.“

„Insgesamt spielt sich Cities in Motion wie eine große Stadt-Modellbahn: toll zu bauen, toll zuzugucken – und niemals fertig.“

„Wer das Genre mag, wird ‚Cities in Motion‘ lieben.“

„Trotz kleinerer Mängel in der Umsetzung und teils hakeliger Bedienung eine durchaus langfristig motivierende Simulation mit dem gewissen Etwas.“

„Kein Zweifel: In Cities in Motion könnt ihr viele, viele Stunden investieren.“

## Nachfolger
Am 14. August 2012 kündigte Paradox Interactive den Nachfolgetitel Cities in Motion 2 an. Neue Funktionen sind unter anderem ein Multiplayer Modus, richtige Tag/Nachtwechsel, ein Fahrplan-Modus und dynamisches Städtewachstum. Das Spiel ist am 2. April 2013 erschienen.